# Governo Tegeltija
Il Governo Tegeltija è stato il governo della Bosnia ed Erzegovina in carica dal 23 dicembre 2019 fino al 25 gennaio 2023, quando ha lasciato il posto al governo Krišto, sostenuto dalla nuova coalizione formatasi a seguito delle elezioni generali del 2022. È stato il primo e unico governo presieduto dal serbo Zoran Tegeltija.

## Composizione
| Carica                   | Funzione                                | Nome              | Partito | Partito | Etnia     |
| ------------------------ | --------------------------------------- | ----------------- | ------- | ------- | --------- |
| Presidente del Consiglio | Presidente del Consiglio                | Zoran Tegeltija   |         | SNSD    | Serbo     |
| Vicepresidente           | Ministro del Tesoro e delle Finanze     | Vjekoslav Bevanda |         | HDZ BiH | Croato    |
| Vicepresidente           | Ministro degli Affari Esteri            | Bisera Turković   |         | SDA     | Bosgnacca |
| Ministro                 | Comunicazione e Trasporti               | Vojin Mitrović    |         | SNSD    | Serbo     |
| Ministro                 | Diritti Umani e Profughi                | Mlađen Božović    |         | DNS     | Serbo     |
| Ministro                 | Affari Civili                           | Ankica Gudeljević |         | HDZ BiH | Croata    |
| Ministro                 | Giustizia                               | Josip Grubeša     |         | HDZ BiH | Croato    |
| Ministro                 | Sicurezza                               | Fahrudin Radončić |         | SBB     | Bosgnacco |
| Ministro                 | Difesa                                  | Sifet Podžić      |         | DF      | Bosgnacco |
| Ministro                 | Commercio Estero e Relazioni Economiche | Staša Košarac     |         | SNSD    | Serbo     |